# 飾帶無齒脂鯉
飾帶無齒脂鯉（学名：Curimata vittata），為輻鰭魚綱脂鯉目脂鯉亞目無齒脂鯉科的其中一個種，分布於南美洲亞馬遜河、奧里諾科河及埃塞奎博河流域，體長可達18.7公分，棲息在河川中底層水域，以有機碎屑為食，生活習性不明，可作為觀賞魚。